# Sasnières
Sasnières är en kommun i departementet Loir-et-Cher i regionen Centre-Val de Loire i de centrala delarna av Frankrike. Kommunen ligger i kantonen Saint-Amand-Longpré som tillhör arrondissementet Vendôme. År 2022 hade Sasnières 90 invånare.

## Befolkningsutveckling
Antalet invånare i kommunen Sasnières
| Referens: INSEE |